# Union civile (Québec)
Pour les articles homonymes, voir Union civile.
L'union civile est au Québec une forme d'union légale destinée à encadrer la vie commune de deux personnes. L'objectif de l'union civile est d'offrir aux couples non mariés (souhaitant vivre autrement qu'en union libre ou de fait) une forme de reconnaissance impliquant des droits et responsabilités semblables à ceux du mariage civil. Bien qu'ouverte depuis sa création aux couples en concubinage hétérosexuel, l'union civile est créée principalement pour permettre aux conjoints de même sexe de s'unir d'une manière similaire au mariage, à l'époque où le mariage entre conjoints de même sexe n'est quant à lui pas encore permis au Canada.

## Historique
Instaurée le 24 juin 2002, dans le cadre de la loi 84, votée par l’Assemblée nationale du Québec, l’union civile s’ajoute aux deux autres modèles de conjugalités déjà existants au Québec, soit le mariage et l’union de fait.
Cette forme de filiation a pour but de permettre aux individus de même sexe d’officialiser leur union en s’unissant civilement.
L’union civile constitue un point tournant dans l’évolution du droit d’union des individus homosexuels. L’institution de ce type d’union a permis aux gais et aux lesbiennes de se sentir plus acceptés et reconnus, puisqu’ils peuvent désormais s’unir à l’aide d’une forme d’union légale alors qu’avant, ils étaient dans l’impossibilité de s’afficher publiquement. Ils devaient être discrets, parce que l’homosexualité était plutôt mal vue.
L’ère du pouvoir gai et de l’acceptation des homosexuels a conduit à la création de l’union civile. Durant cette période, les homosexuels réclamaient des droits de conjugalité. Ces derniers souhaitaient plus d’égalité. Ils convoitaient les droits qu’avaient les hétérosexuels, qu’eux n’avaient pas. Leurs revendications se sont fait entendre, puisqu’en 1999, la modification de nombreuses lois québécoises a été réalisée afin de reconnaître officiellement les unions de fait homosexuelles aussi légitimement que celles des hétérosexuels. L’instauration de l’union civile a suivi peu après.
L’union civile a réformé la formation d’union, car pendant des années, la seule manière d’homologuer une union était le mariage. Elle a changé la notion de conjoint qui était auparavant très uniforme : c’étaient les personnes mariées. Maintenant, grâce à l’union civile, deux individus peuvent être conjoints sans être mariés. Elle permet aux personnes de même sexe de rendre leur union officielle comme peuvent le faire les hétérosexuels avec le mariage. Bien qu’elle ait été mise en place principalement pour promouvoir les droits des homosexuels, l’union civile peut aussi être utilisée par les couples hétérosexuels, mais, en majorité, les individus en union civile sont des personnes de même sexe. Les homosexuels et les hétérosexuels sont égaux en termes de filiation, et ce, grâce à l’union civile, car celle-ci est en fait en quelque sorte l’alternative offerte aux homosexuels du mariage pour les personnes de sexe opposé.
L’union civile permet la reconnaissance légale de l’homoparentalité. En raison de l’instauration de cette forme de filiation, il est possible pour un enfant d’avoir deux parents de même sexe.

## Droits et obligations
Les droits et obligations reliés à l'union civile sont identiques à ceux du mariage. Les personnes étant unies civilement doivent avoir 18 ans ou plus et ils se doivent respect, fidélité, secours et assistance.La principale distinction est l'effet incertain de l'union civile à l'extérieur du Québec.

## Droits et obligations parentaux
Le droit accorde la co-parentalité au couple si l’autre parent est toujours vivant. En cas de décès de l’autre parent, le conjoint peut adopter l’enfant. La biparentalité homosexuelle est reconnue, cela permet aux deux mères ou aux deux pères d’être reconnus. Cela étant dit, le droit québécois limite la reconnaissance des familles homoparentales.Les familles homoparentales n’ont que quelques choix restreints de filiation c’est dans ce sens qu’on limite la reconnaissance.

### Filiation
Le droit accepte la filiation bilinéaire pour les enfants adoptés ou qui ont un lien de sang avec un des deux parents homosexuels. Il y a plusieurs types de filiation, soit la filiation par le sang, ce qui veut dire qu’il y a un lien génétique irréversible, la filiation volontaire, c’est d'affirmer oralement ta parentalité, la filiation juridique, c’est que le parent est sur l’acte de naissance ou tous autres documents officiels reliés à l’enfant, la filiation à deux parents du même sexe, le parent relié biologiquement prend le rôle de père ou de mère et le conjoint prend le rôle restant et la filiation d’adoption, ce qui consiste à signer un document juridique officiel pour adopté.

### Procréation médicalement assistée
Pour les parents qui choisissent d’avoir un enfant par procréation médicalement assistée, ils peuvent faire un projet parental. Cela permet aux deux parents d’être reconnus au niveau de la loi. C’est le parent qui a formulé le désir d’avoir des enfants qui s’engage à prendre soin de l’enfant. C’est un document rédigé et signé par une personne ou par le couple. Le projet parental proscrit le désaveu d’un des deux parents.

### Adoption
Pour l’adoption, le droit québécois ne reconnait que l’adoption plénière, c’est lorsque l’on coupe tout lien avec le passé de l’enfant. Si l’enfant est âgé de plus de 10 ans, les parents doivent obtenir le consentement de l’enfant avant de l’adopter.

### Séparation
Le parent doit avoir les moyens et les capacités physiques de se relocaliser pour pouvoir avoir la garde de l’enfant et cela dépend de l’âge de l’enfant. Le parent le plus financièrement aisé, s’il y a un écart significatif au niveau du revenu entre les deux parents, doit une pension alimentaire à l’autre. Celle-ci se paie en deux versements mensuels. La garde de l’enfant peut être exclusive, alternée ou c’est un tiers qui l’obtient. Il y a un droit d’accès des deux parents afin d’éviter les frictions. Celle-ci peut être interdite ou suspendue si des preuves officielles démontrent que l’un des deux est un danger pour l’enfant.

### Autorité parentale
L’autorité parentale est exercée conjointement par les parents. L’autorité parentale peut être déléguée temporairement. Malgré une rupture ou une séparation, l’autorité parentale s’exerce conjointement par les deux parents pour les décisions importantes. L’autorité parentale ne peut s’exercer seule qu’en cas de décès, de déchéance de l’autorité parentale ou qu’un des deux conjoints est inapte à faire valoir sa volonté.

## Procédures
Les personnes autorisées à célébrer une union civile sont les greffiers et greffiers adjoints de la Cour supérieure du Québec, les notaires les maires, d’autres membres des conseils municipaux ou des conseils d’arrondissements et des fonctionnaires municipaux, les ministres du culte habilités et autorisés. Les conjoints et les témoins signent le document de déclaration d'union civile et à l'issue de la cérémonie, le célébrant expédie sans délai la déclaration d'union civile au Directeur de l'État civil du Québec. Les conjoints peuvent faire une demande de certificat ou de copie d'acte d'union civile. L'union civile peut ne pas être reconnue à l'extérieur du Québec, au Canada ou dans un autre pays.

## Constitutionnalité
La validité constitutionnelle de l’union civile a été reconnue le 8 octobre 2019 par la Cour supérieure du Québec dans l’affaire Benoit-Gagné c. Procureure générale du Québec, 2019 QCCS 4429.

## Formes semblables
L'union civile correspond au pacte civil de solidarité en France.